# Кильсен, Ким
Ким Кильсен (дат. Kim Kielsen; род. 30 ноября 1966, Паамиут, Сермерсоок) — гренландский политик, премьер-министр Гренландии с 10 декабря 2014 по 23 апреля 2021 года.
Моряк по профессии, в 1996—2003 годах служил в полиции. В 2005 году избран в гренландский парламент от левой партии «Сиумут» («Вперёд»). После того, как в 2013 году «Сиумут» вернулась к власти, получил посты министра жилищного строительства, природы и окружающей среды, а также министра по сотрудничеству северных стран.
30 сентября 2014 года премьер-министр Алека Хаммонд была вынуждена подать в отставку из-за скандала, связанного с нецелевым расходованием ею бюджетных средств, и Кильсен принял на себя обязанности премьер-министра. В октябре он был избран новым лидером партии, после чего были объявлены досрочные парламентские выборы, на которых (в результате раскола и создания бывшим премьер-министром Хансом Эноксеном центристской партии «Налерак») партия «Сиумут» получила столько же мест, сколько радикально левое «Народное сообщество», но, образовав коалицию с правыми силами, смогла удержаться у власти, в результате чего Кильсен официально занял пост главы правительства. В ноябре 2016 года, однако, Кильсен изменил состав правительства, включив в него вместо правых представителей «Народного сообщества» и «Налерак».